# Слонимский замок
Слонимский замок — название древнего центра Слонима, а также ряда дворцово-парковых комплексов построенных на его месте в ХІ — XVIII в. Располагались на левом берегу р. Щара.
Сначала был построен деревянный острог, потом детинец в XII—XIII в., в XIV—XV в. деревянный замок на высокой насыпи с подпорной стенкой из больших камней (разрушен после 1506). Укрепленным центром средневекового Слонима был Верхний замок, который занимал возвышенность размером 150×200 м. Замковая площадка имела форму неправильного прямоугольника, возвышалась над рекой на 3-4 м, была защищена рвом шириной 15-18 м и глубиной около 8 м. В 14-18 в. рядом с Верхним располагался Нижний замок, который занимал подковоподобную площадку, охранялся земляным валом и водяным рвом. В 1520 г. перестроен в небольшой деревянный дворец с залом заседаний, где во 2-й половине XVII в. происходили генеральные сеймики. Дворец был окружен деревянными городнями с башнями.
Около 1768 г. разорен, на его месте установлен архитектурный комплекс — П-образный в плане дворец (1-этажное каменное здание с боковыми деревянными флигелями) с парадным двором в центре.
Дворец имел 116 комнат и зал (наиболее пышный в стиле рококо «зал богинь», реставрированный в 1788). В комплекс входили: манеж, оранжерея, большие дома для придворных и гостей, типография (1777), хозяйственные постройки и театр, построенный вблизи замка на берегу выровненного рукава р. Щары.
Дворцовый комплекс отделялся от городских сооружений и торговой площади прудом и регулярным садом (мастер парковой архитектуры И. ле Рак, крепостной садовник Василий). Не сохранился.